# Coupe du Portugal de football 2015-2016
Navigation
Coupe du Portugal 2014-2015 Coupe du Portugal 2016-2017
La Coupe du Portugal de football 2015-2016 ou Taça de Portugal 2015-2016 en portugais, est la 76e édition de la Coupe du Portugal de football.
Elle est disputée par 155 équipes :
- 18 clubs de Liga NOS (première division),
- 19 clubs de Segunda Liga (deuxième division),
- 78 clubs du Campeonato Nacional de Seniores (troisième division),
- 40 clubs des Districts continentaux.

La finale est jouée à l'Estádio Nacional do Jamor.

## Huitièmes de finale
| Date             | Locaux           | Score              | Visiteurs            |
| ---------------- | ---------------- | ------------------ | -------------------- |
| 15 décembre 2015 | Vitória FC       | 1 - 1 ap 1 - 3 tab | Rio Ave              |
| 16 décembre 2015 | Amarante FC      | 1 - 2              | FC Arouca            |
| 16 décembre 2015 | CD Aves          | 2 - 2 ap 2 - 4 tab | CD Nacional          |
| 16 décembre 2015 | GD Estoril-Praia | 1 - 0              | FC Penafiel          |
| 16 décembre 2015 | Gil Vicente FC   | 1 - 1 ap 4 - 3 tab | Portimonense SC      |
| 16 décembre 2015 | CD Feirense      | 0 - 1              | FC Porto             |
| 16 décembre 2015 | SC Braga         | 4 - 3 ap           | Sporting CP          |
| 17 décembre 2015 | Boavista FC      | 1 - 0              | Académica de Coimbra |

## Quarts de finale
| Date            | Locaux         | Score | Visiteurs        |
| --------------- | -------------- | ----- | ---------------- |
| 13 janvier 2016 | Gil Vicente FC | 1 - 0 | CD Nacional      |
| 13 janvier 2016 | Rio Ave        | 3 - 0 | GD Estoril-Praia |
| 13 janvier 2016 | SC Braga       | 2 - 0 | FC Arouca        |
| 13 janvier 2016 | Boavista FC    | 0 - 1 | FC Porto         |

## Demi-finales
| 3 février 2016 | Gil Vicente FC | 0 - 3 | FC Porto                                                 |  |
|                |                |       | 45e Rúben Neves · 59e Suk Hyun-jun · 70e Sérgio Oliveira |  |

| 2 mars 2016 | FC Porto                                 | 2 - 0 | Gil Vicente FC |  |
|             | Chidozie Awaziem 11e · Moussa Marega 80e |       |                |  |

| 4 février 2016 | SC Braga               | 1 - 0 | Rio Ave FC |  |
|                | Pedro Santos 7e (pen.) |       |            |  |

| 2 mars 2016 | Rio Ave FC | 0 - 0 | SC Braga |  |  |
|             |            |       |          |  |  |

## Finale
|  | FC Porto            | 2 - 2 ap | SC Braga                  | Estádio Nacional do Jamor |  |
|  | André Silva 61e 90e | (0 - 2)  | 12e Rui Fonte · 58e Josué |                           |  |
|  | Tirs au but 2 - 4   |          |                           |                           |  |